# Yoshida Minato
Minato Yoshida (sinh ngày 17 tháng 2 năm 1992) là một cầu thủ bóng đá người Nhật Bản.

## Sự nghiệp câu lạc bộ
Minato Yoshida đã từng chơi cho AC Nagano Parceiro và MIO Biwako Shiga.